# Universitatea din Potsdam
Universitatea din Potsdam este o universitate în Potsdam, landul Brandenburg (Germania).
Universitatea din Potsdam oferă studii de master în domeniul managementului public și politicilor publice globale. Programele menționate sunt oferite absolvenților facultăților de economie, managementul afacerilor, științe sociale sau alte domenii relevante.